# 丸亀城

代表紋章：四つ目結

丸亀城（まるがめじょう）は、讃岐国、現在の香川県丸亀市にある日本の城。別名、亀山城（かめやまじょう）、蓬莱城（ほうらいじょう）ともいう。

## 概要
丸亀市街地の南部に位置する亀山（標高66メートル）を利用し、縄張りはほぼ四角形で亀山の廻りを堀（内堀）で囲む、渦郭式の平山城である。石垣は、緩やかであるが荒々しい野面積みと端整な算木積みの土台から、頂は垂直になるよう独特の反りを持たせる「扇の勾配」と呼ばれる。山麓から山頂まで4重に重ねられ、合わせると60メートルになり、総高としては日本一高く、三の丸石垣だけで一番高い部分は22メートルある。誤解されやすいが、あくまで総高としての日本一であり、単体としての日本一高い石垣は大坂城で、僅差で上野城が続いている。ちなみに大坂城は実測値33メートル、上野城の高さは約30メートルである。
後述の2018年の三の丸石垣崩落の復旧工事のため解体したところ、三の丸石垣は根固め石垣を土台としている（二段になっている）のではなく、三の丸石垣は地山まで延びており、その前面を根固め石垣が支えている構造と判明し、高さ31メートルで日本で2番目の高さと確認された。
頂部の本丸には江戸時代に建てられた御三階櫓が現存する。この建物は唐破風や千鳥破風を施して漆喰が塗られ高さは15メートルあり、現存天守の中で最も小規模である。天守の形成した時代に関する研究としては、元和元年（1615年）の武家諸法度以降、天守は新造されることがなかったとして丸亀城を三重櫓とする説や、京極氏が入封後に幕府に許可を得て櫓を建てたという説、すでに明暦の丸亀城郭を記した讃岐国丸亀城（大洲絵図）を根拠に、京極入封以前の山崎時代に櫓や石垣がほぼ整っていたとする研究がある。
内堀の周囲には侍屋敷が建ち並び、この周囲を外堀が方形に取り囲んでいた。侍屋敷は明治時代に大半が取り壊され跡地に善通寺第11師団の丸亀歩兵第12連隊、裁判所や小・中学校などが建てられた。外堀は明治頃まで存在していたが、琴平参宮電鉄の路線延長とその後の廃線や旧国道11号（県道33号線）の整備などにより、年とともに減少し、一部残されていた南側の箇所も今は埋め立てられ、外濠緑道公園として整備されている。又、御殿、櫓、門、土塀の木造復元計画もある。
城跡の全域は国の史跡に指定されており亀山公園となっている。天守のほかに大手一の門・大手二の門・藩主玄関先御門・番所・御籠部屋・長屋が現存しており、そのうち天守・大手一の門・大手二の門は重要文化財に指定されている。
城の大手改修の時に、絵図と共に幕府に提出されたという「丸亀城木図」という木型の立体模型が残っている（丸亀市立資料館所蔵）。木型模型（1/650）の現存例は丸亀城のものしかなく非常に珍しい。これは平成4年に丸亀市の指定有形文化財になっている。大手門と天守が両方とも現存しているのはこの丸亀城と、弘前城と高知城のみである。

## 歴史・沿革

### 室町時代・安土桃山時代
- 室町時代初期 - 管領・細川頼之重臣の奈良元安が亀山に砦を築く。
- 天正3年（1575年） - 那珂郡の奈良家臣のうち、新目・本目・山脇の3氏が西讃岐守護代香川氏に寝返った。これを機に香川氏は奈良領へ攻め入り、奈良元政は那珂郡を失った。
- 慶長2年（1597年） - 豊臣政権の時代、生駒親正が讃岐17万石を与えられ高松城を本城とし、亀山に支城を築く。
- 慶長7年（1602年） - 6年の歳月を要し、ほぼ現在の城郭が完成。

### 江戸時代
- 元和元年（1615年） - 一国一城令により破却の危機にさらされるが、時の藩主・生駒正俊は要所要所を樹木で覆い隠し立ち入りを厳しく制限。城を破却から守った。
- 寛永17年（1640年）- 生駒氏がお家騒動（生駒騒動）のため出羽国矢島（現秋田県由利本荘市）に転封となる。
- 寛永18年（1641年）- 山崎家治が肥後国富岡（現熊本県天草郡苓北町）より5万石で入封。丸亀藩が立藩。
- 寛永20年（1643年） - 城の改修に着手。幕府が家治に、瀬戸内の島々にいたキリシタンの蜂起に備えるための城をつくらせたのではないかと云われ、幕府は丸亀藩に銀300貫を与え、参勤交代を免除し、突貫工事をやらせている。
- 万治元年（1658年） - 山崎氏が3代で無嗣断絶し改易となる。代わって播磨国龍野（現兵庫県たつの市）より京極高和が6万石で入封。以後、明治時代まで京極氏の居城となる。
- 万治3年（1660年） - 高和は城の裏口にある海側の搦め手門を大手門に変更した。その大手門から見上げる石垣の端に、現在の3層3階の御三階櫓が完成した。
- 延宝元年（1673年） - 32年の歳月を要し大改修が完了。現存する石垣の大半はこの改修の際に完成したものである。

### 近現代

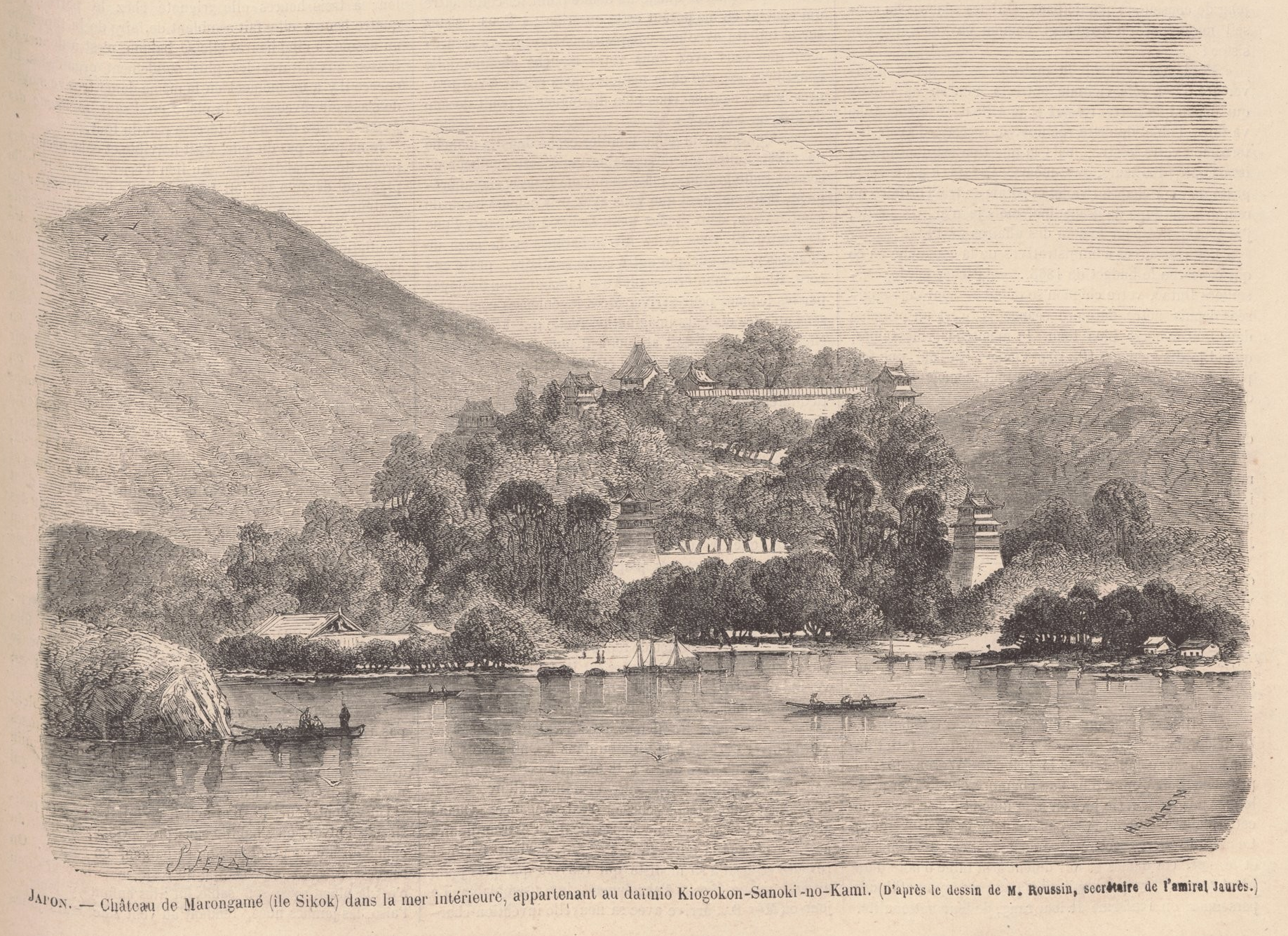
慶応元年 (1865年) の丸亀城
（J・フェラ画）

- 明治2年（1869年）- 主御殿と三の丸の戌亥櫓が火災により焼失。
- 明治4年旧暦7月14日（1871年8月29日）：廃藩置県により丸亀藩は丸亀県になる。
- 明治5年（1872年） - 競売の公示が出されたが兵部省管轄になったため競売は取り消しになる。
- 明治6年（1873年） - 在城扱いとなり陸軍省管轄となる。名東県の広島鎮台第2分営が設置される。
- 明治9年（1876年） - 翌年にかけて現存の建物以外の櫓・城壁等の解体が始まる。
- 大正8年（1919年） - 丸亀市が山上部を借地し、亀山公園として開設。
- 昭和8年（1933年） - 城下にあった丸亀藩主京極家の別邸延寿館を三の丸に移築（延寿閣）。
- 昭和18年（1943年） - 天守が国宝保存法に基づき旧国宝に指定される。
- 昭和23年（1948年） - 外濠の埋め立てが始まる。
- 昭和25年（1950年） - 天守の解体修理が行われた。この記念行事として第1回の丸亀お城まつりが開催された。また、文化財保護法施行により天守は重要文化財となる。
  - 照明装置（2kw）を設置し、東西北の三方向から城を照らすライトアップが始まる[8]。
- 昭和28年（1953年）3月31日 - 国の史跡に指定される[注釈 4]。
- 昭和32年（1957年） - 大手一の門・大手二の門が重要文化財に指定される。
- 昭和43年（1968年） - 玄関先御門・番所・長屋・土塀の修理が終わる。
- 昭和47年（1972年） - 丸亀城や京極氏に関わる史料を展示する丸亀市立資料館が開館。
- 昭和60年（1985年） - 延寿閣を解体撤去。別邸のみ残る。
- 平成4年（1992年） - 翌1993年の寄付金付き年賀状の地方版の絵柄に選ばれた。
- 平成9年（1997年） - 築城400年祭を開催。
- 平成16年（2004年）4月1日 - 「丸亀城櫓復元資料収集懸賞事業」開始（以後7年間）[注釈 5]。
- 平成18年（2006年）4月6日 - 日本100名城（78番）に選定された。

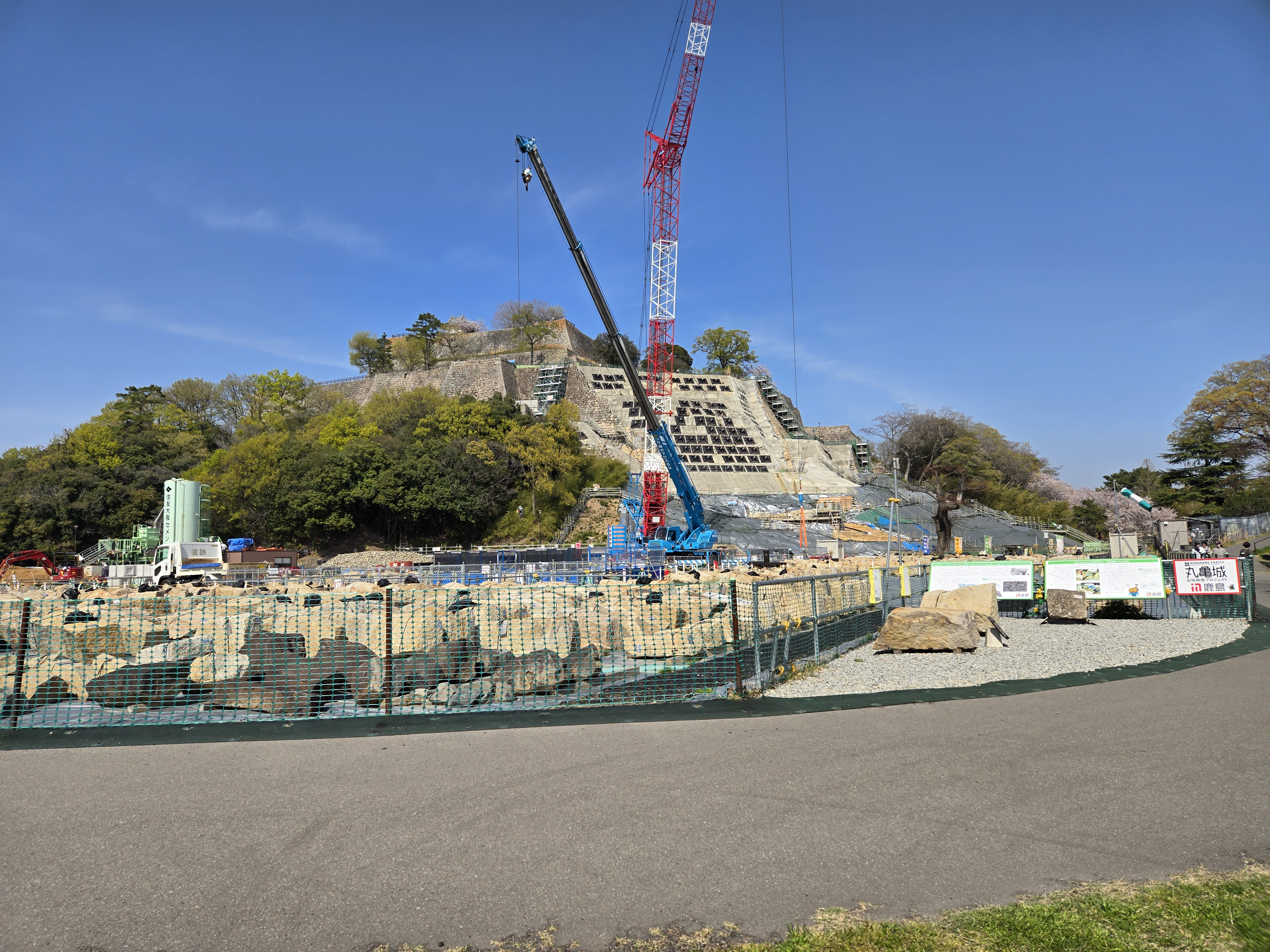
石垣崩落現場

- 平成30年（2018年）7月 - 見返り坂に手すりを設置[9]。
- 石垣崩落現場平成30年（2018年）10月 - 平成30年7月豪雨や台風24号の影響などにより、丸亀城跡の南西部に位置する帯曲輪石垣と三の丸坤櫓跡石垣の一部が崩落[10][11][12][13]。以降、復旧事業が続いている。

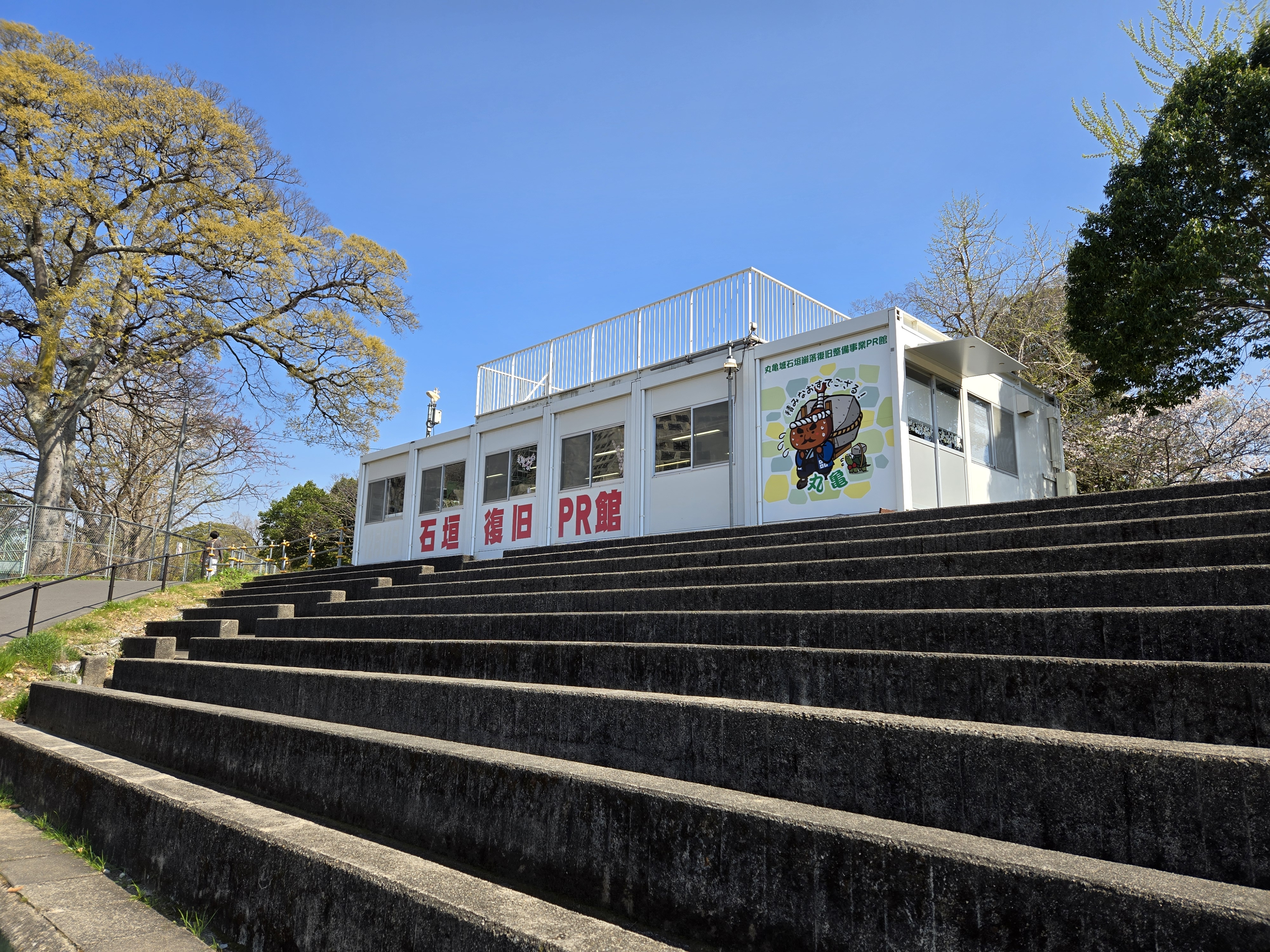
丸亀城石垣崩落復旧整備事業PR館

- 丸亀城石垣崩落復旧整備事業PR館令和元年（2019年）12月12日 - 丸亀城石垣修復の情報発信拠点として「丸亀城石垣崩落復旧整備事業PR館」開設。[14]

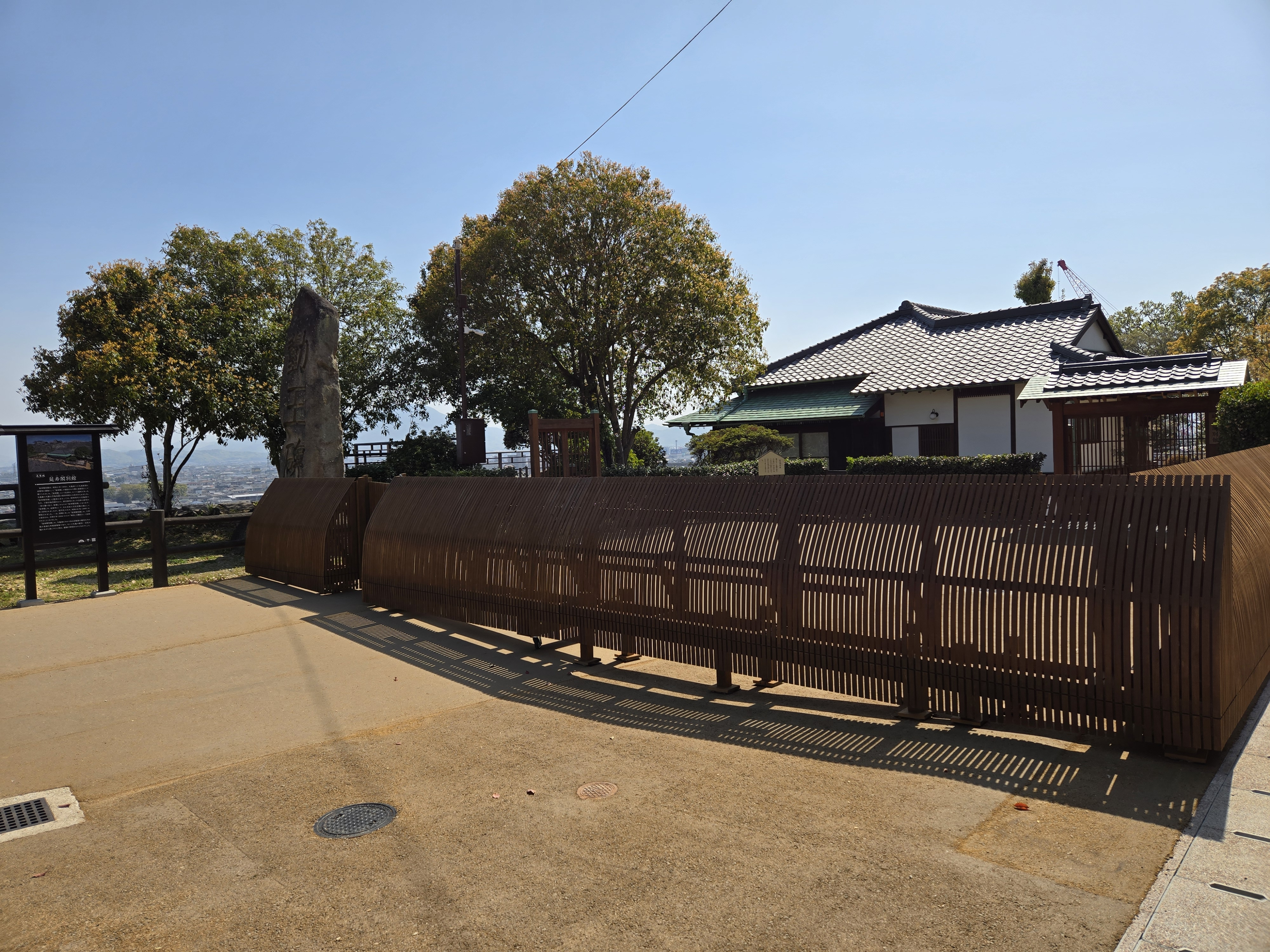
延寿閣別邸

- 延寿閣別邸令和6年（2024年）7月 - 城泊事業「丸亀城キャッスルエクスペリエンス」開始。敷地内の延寿閣別邸（旧丸亀藩京極家江戸屋敷）に宿泊できるほか、天守閣を貸し切ってラウンジとして利用することが出来る。[15][16][17]
- 令和10年（2028年）3月末 - 崩落した石垣の復旧が完成する予定。[18]

## 伝説
豆腐売りの人柱伝説
丸亀城築城の際、石垣の工事が難航したため、人柱を立てることとなった。雨が降る夕暮れ、工事現場付近を通り掛かった豆腐売りが捕えられ、無理矢理に人柱として生き埋めにされてしまった。豆腐売りは雨で豆腐が売れないため、普段は通らない城の付近を偶然通り掛かったのであった。その後、石垣の工事は完成したが、それ以来、雨が降る夜にはその石垣の辺りで「とーふー、とーふー」という豆腐売りの声が聞こえて来たという 。
石工名人の羽坂重三郎
石垣は名人と謳われた羽坂重三郎によるもので城主（生駒親正という説や山崎家治という説がある）に「見事である。この石垣を登れるものはあるまい」と感嘆された。しかし重三郎が「私ならば尺の鉄棒があれば登れます」といって短い鉄の棒を使って登ってしまった。これを見た城主は重三郎が敵と通じることを恐れて嘘の井戸の調査を命じて井戸に埋め殺してしまった。

## 現地情報

### 利用情報
- 現在は、原則年中無休（以前は冬期は天守が閉鎖されてしまい登閣できなかった）
- 現在地住所：香川県丸亀市一番丁4番地乙
丸亀市一番丁（郵便番号は763-0025）は亀山公園のみを町域としている。

### 行事
- 丸亀城桜まつり
- 丸亀お城まつり
- MARUGAME caste road

### 交通
- JR四国予讃線：丸亀駅
- 丸亀コミュニティバス：丸亀城前停留所

### 関連施設
城内

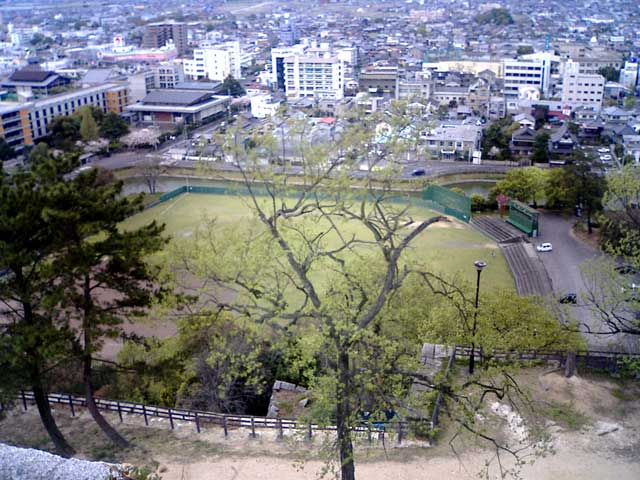
丸亀城（城内グラウンド）

- 丸亀市立資料館 - 丸亀城、京極家などの歴史的資料を展示。
- 亀山動物園 - 2009年8月31日で閉園。
- 亀山公園こどもの国 - 遊園地。2007年11月25日で閉園。
- 芝生広場 - バレーコートに使用されていた時期がある。
- 丸亀市城内グラウンド - 2016年3月限りで閉鎖。敷地は石垣崩落復旧整備事業の石材置き場として利用されている。

城外
- 外濠緑道公園 - 外堀跡に造られた遊歩道及び小規模な公園。

### 周辺
- 秋寅の館
- 通町商店街
- 香川県丸亀武道館
- 飯野山
- 青ノ山